# Arkansas RimRockers 2005-2006
La stagione 2005-06 degli Arkansas RimRockers fu la 1ª nella NBA D-League per la franchigia, la prima dopo il trasferimento dalla ABA.
Gli Arkansas RimRockers arrivarono quinti nella NBA D-League con un record di 24-24, non qualificandosi per i play-off.

## Roster
| N° | Naz.                   | Ruolo | Sportivo                 | Anno | Alt. | Peso |
| -- | ---------------------- | ----- | ------------------------ | ---- | ---- | ---- |
|    | Senegal (bandiera)     | A     | Pape Sow                 | 1981 | 208  | 113  |
|    | Stati Uniti (bandiera) | A     | Shawnson Johnson         | 1980 | 205  | 113  |
|    | Stati Uniti (bandiera) | C     | Marcus Campbell          | 1982 | 213  | 127  |
|    | Lituania (bandiera)    | C     | Martynas Andriuškevičius | 1986 | 218  | 109  |
|    | Stati Uniti (bandiera) | GA    | Matt Walsh               | 1982 | 198  | 93   |
|    | Stati Uniti (bandiera) | G     | Brandon Freeman          | 1979 | 188  | 91   |
|    | Stati Uniti (bandiera) | A     | Harvey Thomas            | 1982 | 203  | 93   |
|    | Stati Uniti (bandiera) | G     | Garrett Richardson       | 1981 | 190  | 81   |
|    | Stati Uniti (bandiera) | AC    | Jack Marlow              | 1981 | 205  | 113  |
| 4  | Stati Uniti (bandiera) | A     | Lawrence Roberts         | 1982 | 206  | 109  |
| 5  | Stati Uniti (bandiera) | GA    | Donta Smith              | 1983 | 201  | 98   |
| 6  | Stati Uniti (bandiera) | G     | Anthony Roberson         | 1983 | 188  | 82   |
| 11 | Stati Uniti (bandiera) | P     | Myron Allen              | 1979 | 182  | 82   |
| 12 | Stati Uniti (bandiera) | G     | Kareem Reid              | 1975 | 180  | 99   |
| 13 | Stati Uniti (bandiera) | G     | Brandon Dean             | 1979 | 188  | 91   |
| 23 | Canada (bandiera)      | G     | Olu Famutimi             | 1984 | 196  | 94   |
| 24 | Stati Uniti (bandiera) | G     | Clay Tucker              | 1980 | 196  | 95   |
| 32 | Stati Uniti (bandiera) | G     | Chris Shumate            | 1981 | 198  | 93   |
| 33 | Stati Uniti (bandiera) | A     | Brian Jackson            | 1980 | 206  | 111  |
| 54 | Stati Uniti (bandiera) | C     | James Lang               | 1983 | 208  | 129  |

## Staff tecnico
- Allenatori: Joe Harge (14-16)[1], Andy Stoglin (10-8)
- Vice-allenatore: Andy Stoglin (fino al 9 febbraio)